# Vízi hídőr
A vízi hídőr (Alisma plantago-aquatica) az egyszikűek (Liliopsida) osztályának hídőrvirágúak (Alismatales) rendjébe, ezen belül a hídőrfélék (Alismataceae) családjába tartozó faj.

## Előfordulása
Európában gyakori. Írországtól egészen a Kaukázusig megtalálható. Skandináviától egészen a Földközi-tengeri térségig, majdnem mindenütt fellelhető. Európán kívül Ázsia legnagyobb részén is előfordul, Törökországtól kezdve, egészen Japánig és Délkelet-Ázsiáig. Észak- és Kelet-Afrikában is őshonos. A Dél-afrikai Köztársaságba, az Amerikai Egyesült Államokba és Ausztráliába betelepítették ezt a növényfajt. A vízi hídőrt termesztik a Koreai-félszigeten.

## Alfajai
- Alisma plantago-aquatica subsp. orientale (Sam.) Sam., Ark. Bot. 24A(7): 16 (1932)
- Alisma plantago-aquatica subsp. plantago-aquatica

## Megjelenése, felépítése
Szára 20–100 centiméter magas, gyöktörzse gumósan megvastagodott. A 3–9 tőállású levele rozettaszerűen rendeződik el. A hosszú nyelű levelek lemeze tojás alakú vagy lándzsás, válluk kerek vagy kissé szíves. Víz alá merült levelei szalag alakúak; a levélerek mindkét változatban párhuzamosak.
A virágok nyúlánk, levéltelen száron gazdag, terebélyes kúp alakú, örvösen összetett bugában állnak. Egymás fölött 4–6 örv helyezkedik el. A virágok kétivarúak, átmérőjük 8–10 milliméter, 3 zöld csészelevelük és ugyancsak három szirmuk van — ezek színe a fehértől a mély rózsaszínig bármilyen lehet. A virágban 6 porzó és számos termő található.

## Hasonló fajok
A lándzsás hídőr (Alisma lanceolatum) levele ékvállú, széles vagy keskeny lándzsás. A szirmok lilásrózsaszínűek.
A úszó hídőr (Alisma gramineum) levelei a vízben úsznak, keskeny szálasak, szalag alakúak.

## Életmódja, termőhelye
Évelő. Mocsarak, vízpartok, árterek, árkok, liget- és láperdők lakója; az uralkodó vízállásnak megfelelő alakváltozatokkal (a szárazfölditől a vízben állóig). Mocsári növényként, félig alámerülten él; a talpvíz legfeljebb 20–30 centiméter mély lehet. Júliustól augusztus–szeptemberig virágzik.

## Felhasználása
Jellemzően Nyugat-Európában kerti változatait szelektálták ki. Ezeket a koloncos-gumós gyöktörzsek szétosztásával szaporítják, és medencék, kerti tavak szélére ültetik.

## Képek

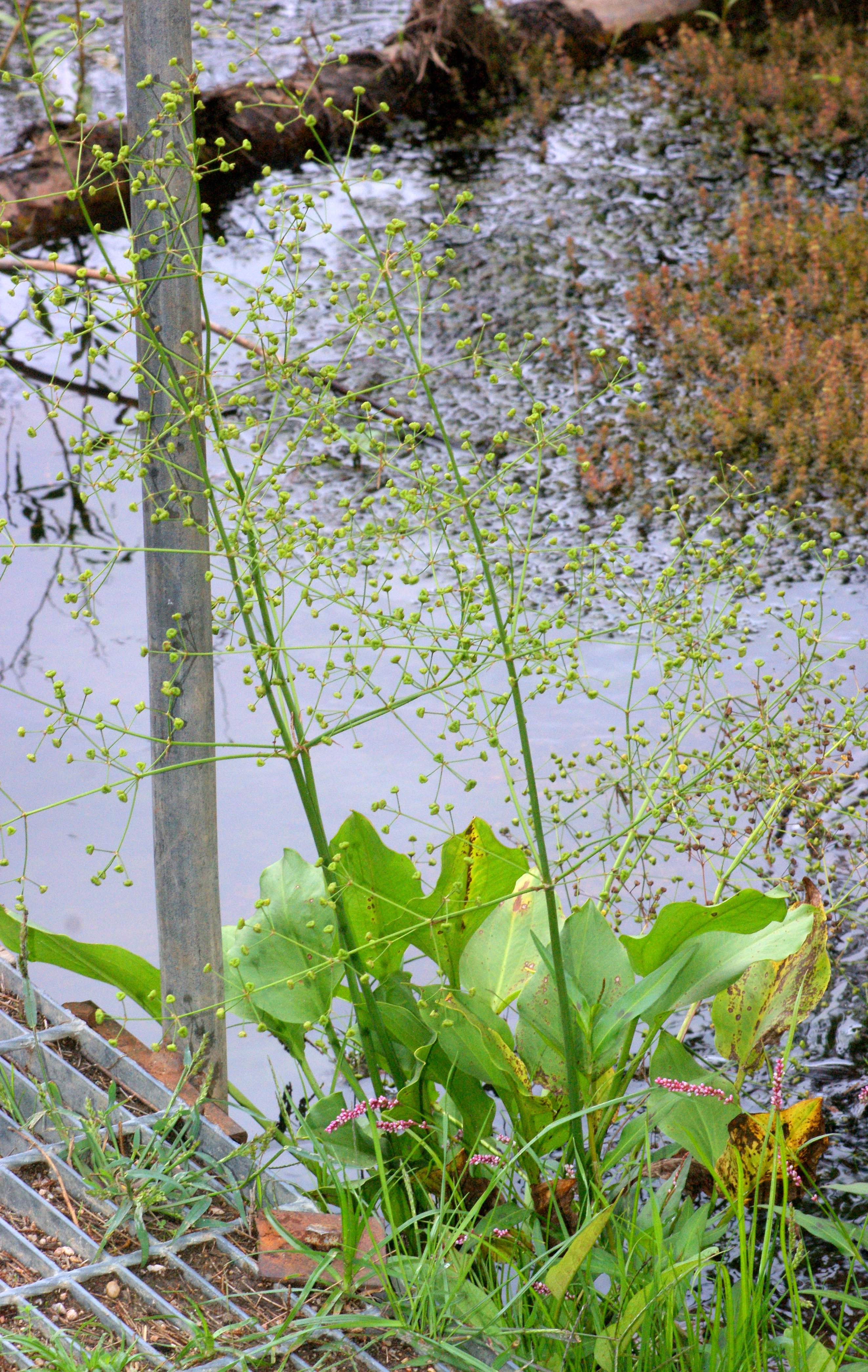
A
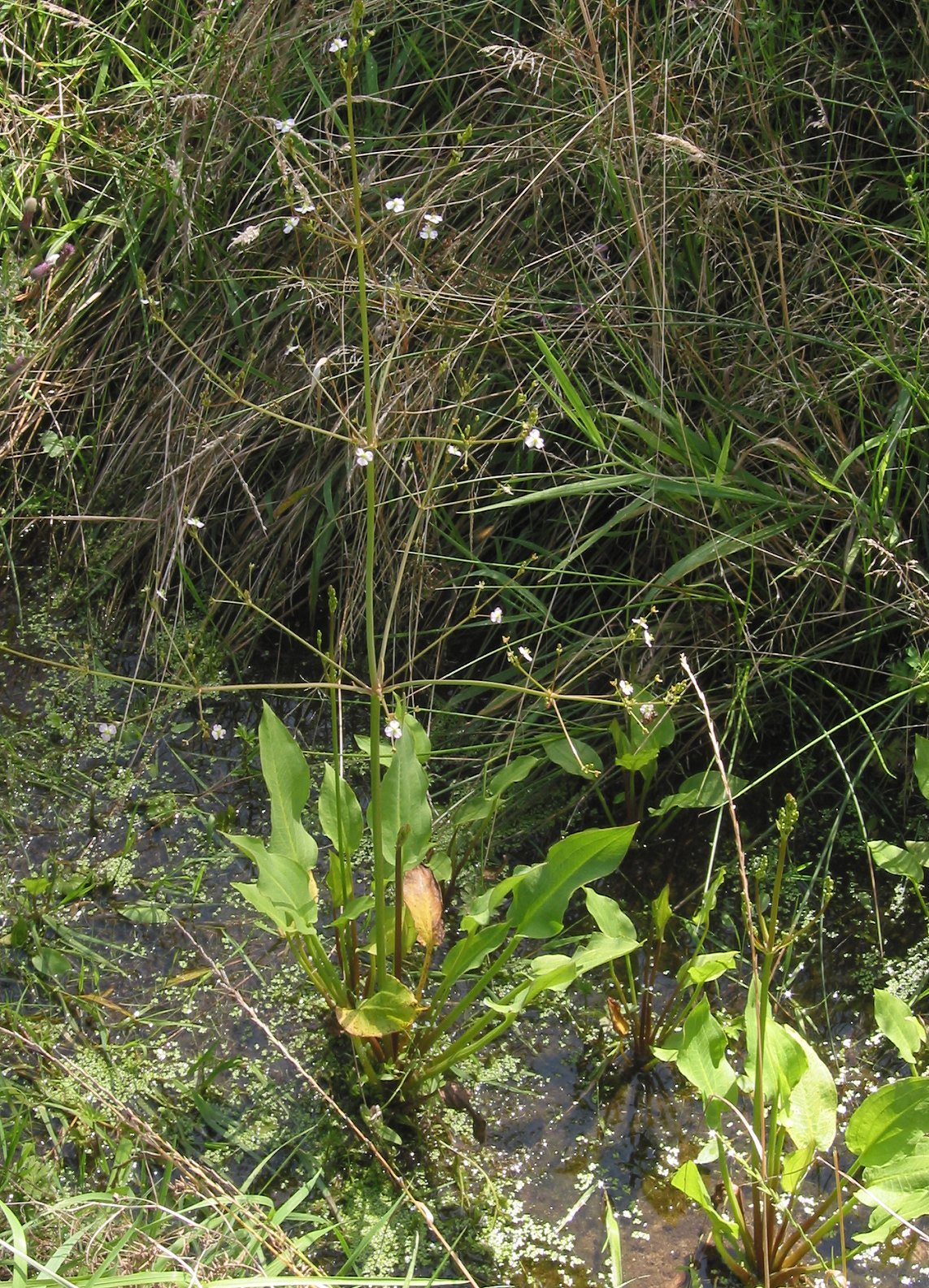
növény
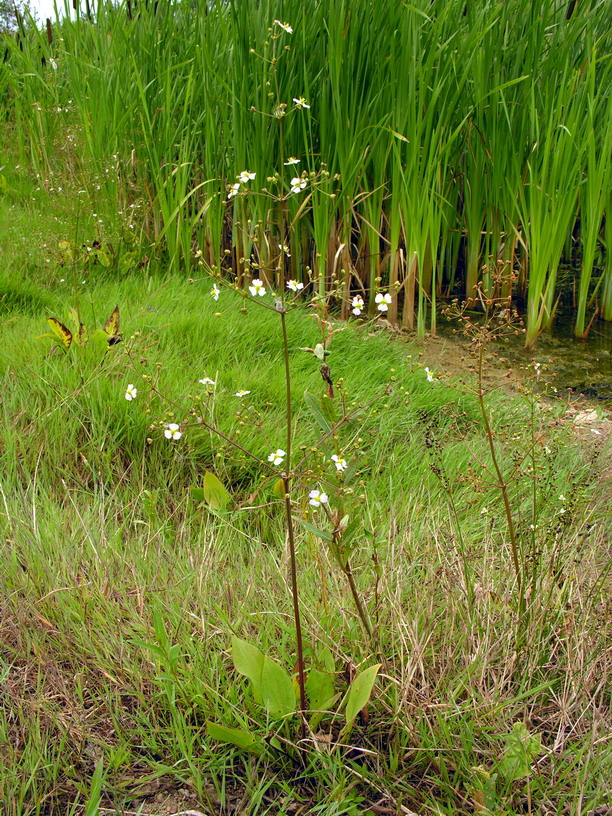
a
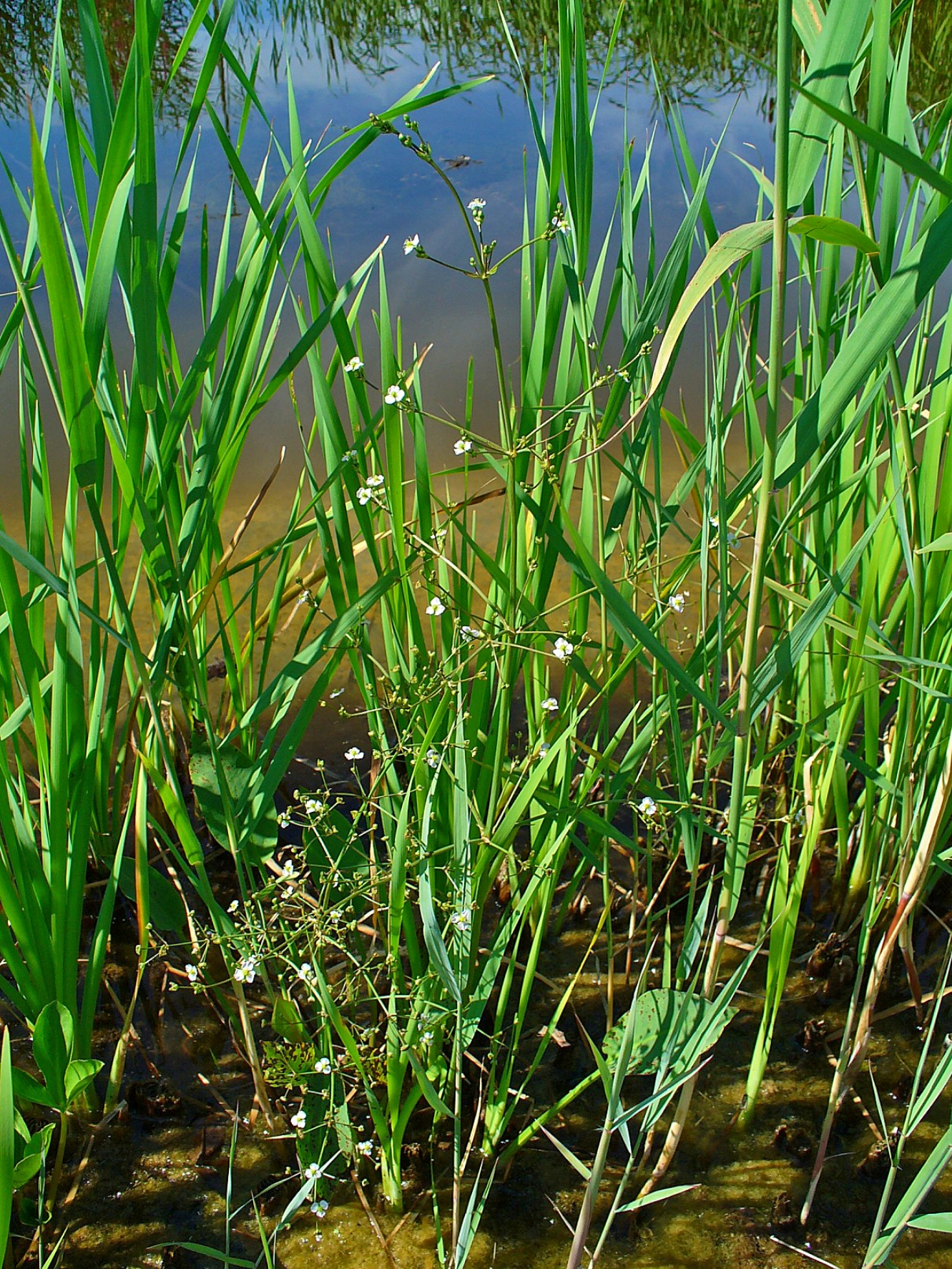
szabad
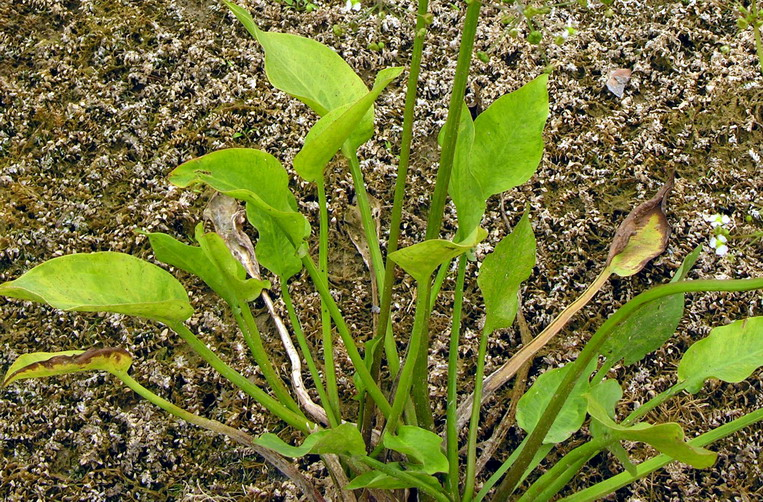
természetben
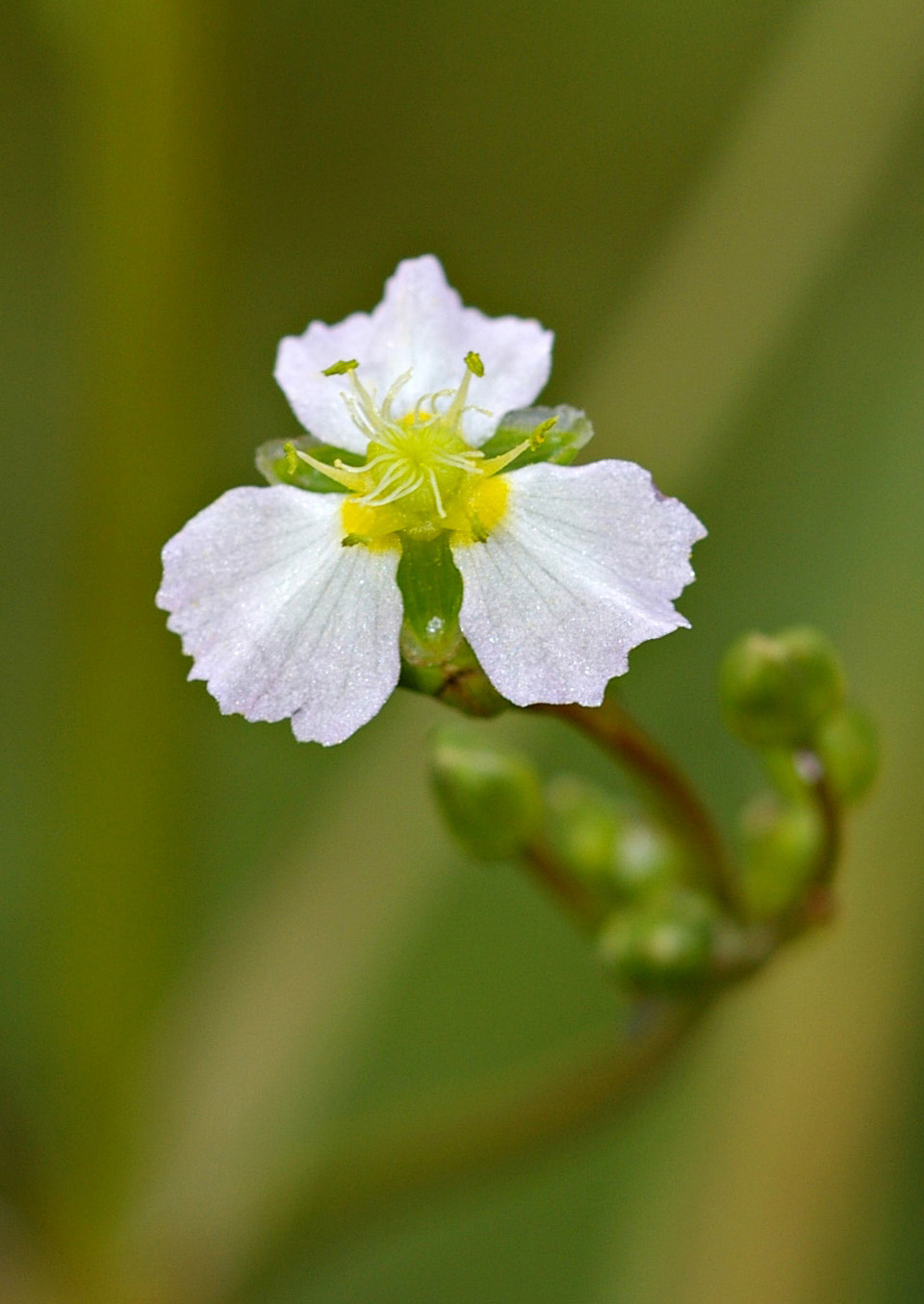
Virága
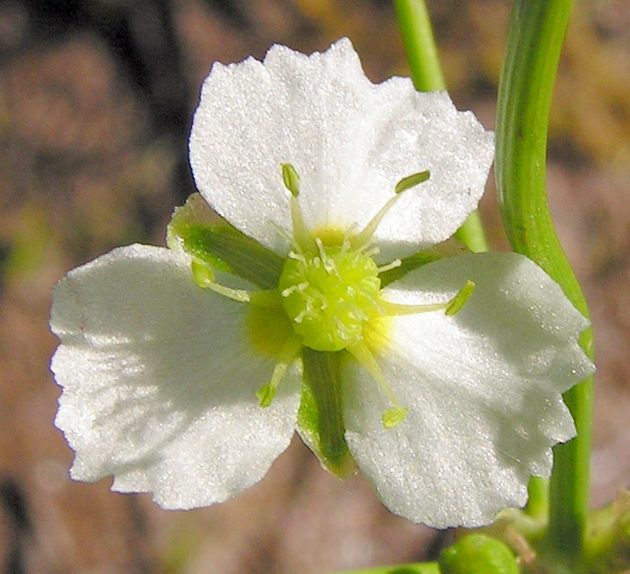
közelről
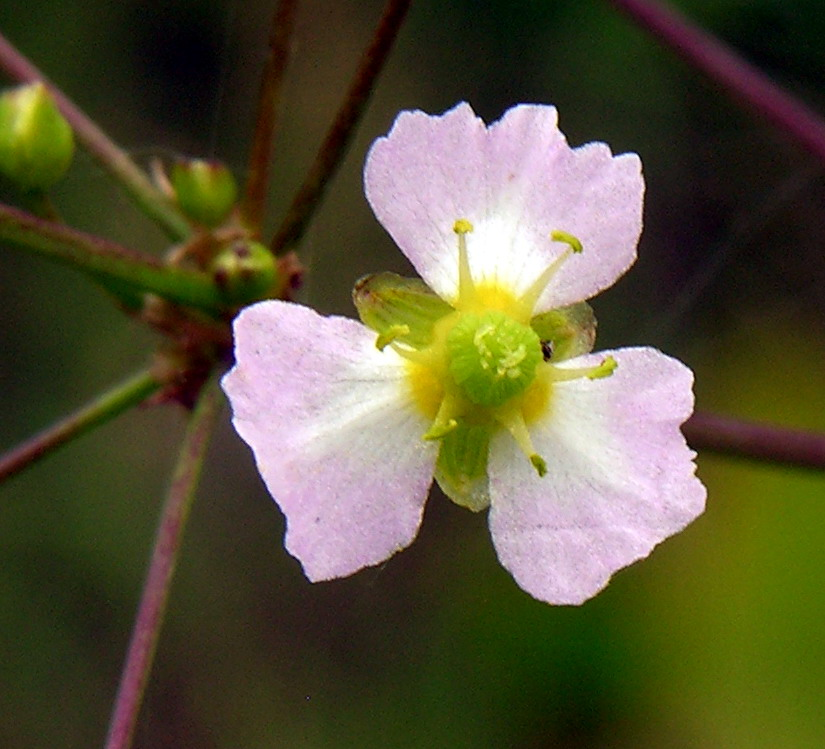
és lilás árnyalatban
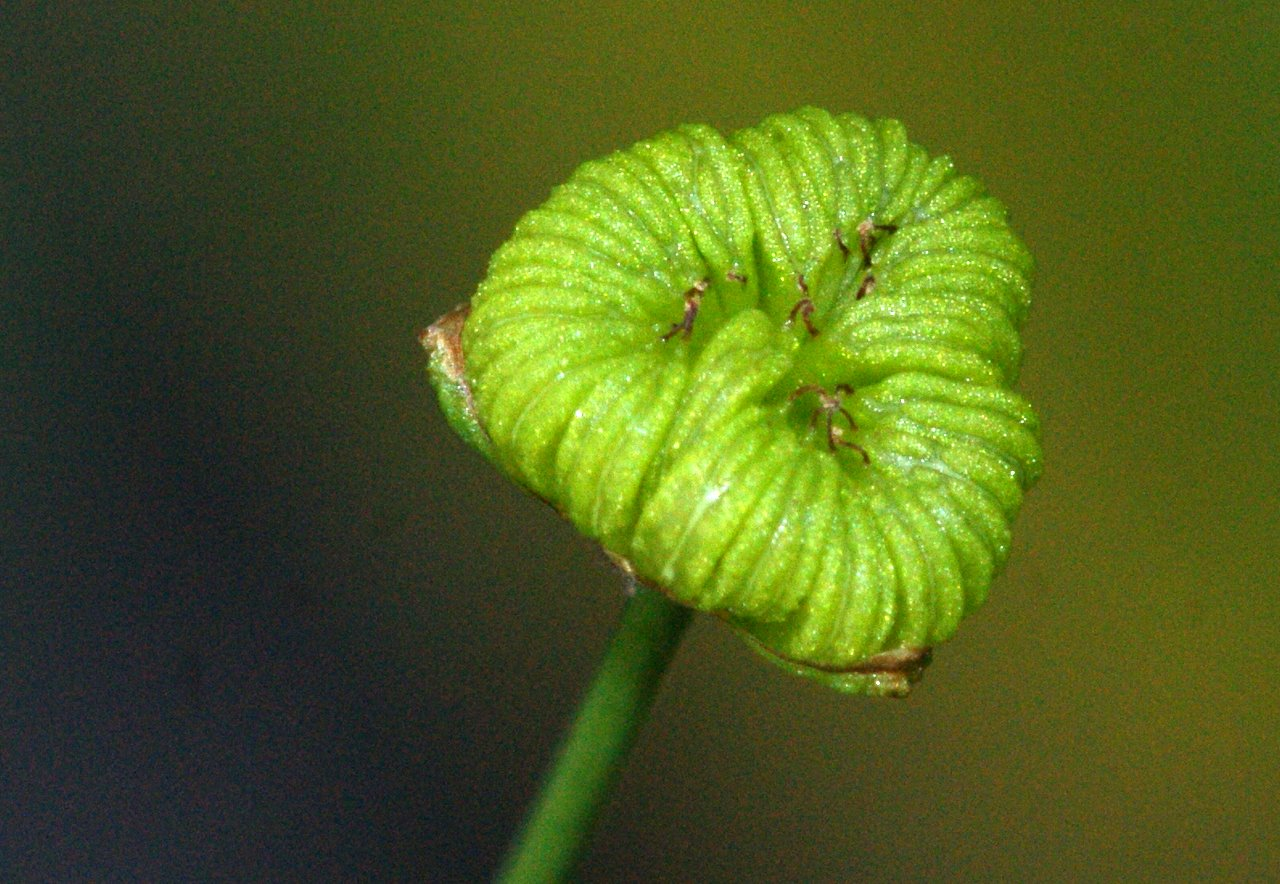
Termése
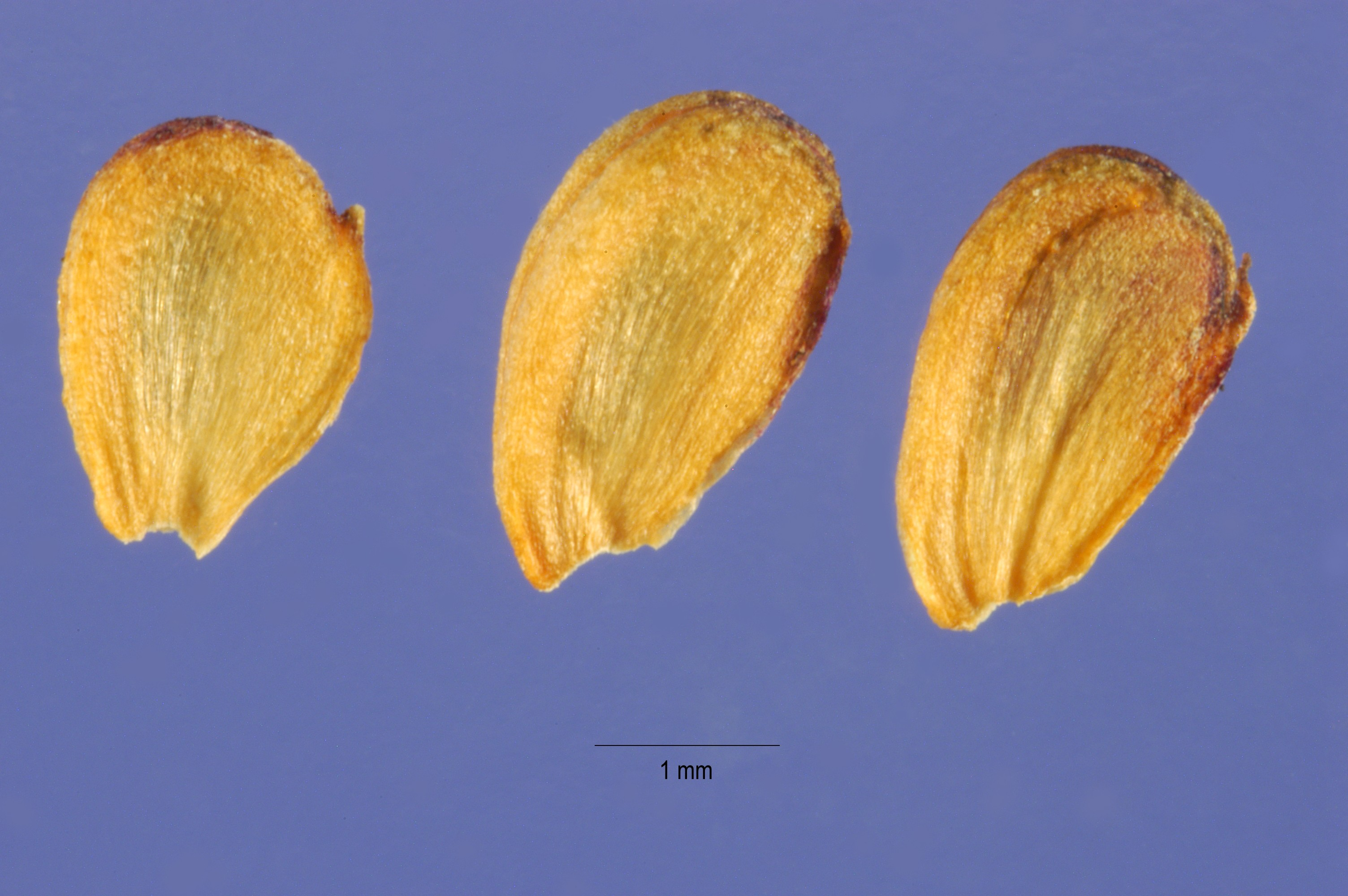
Magvai
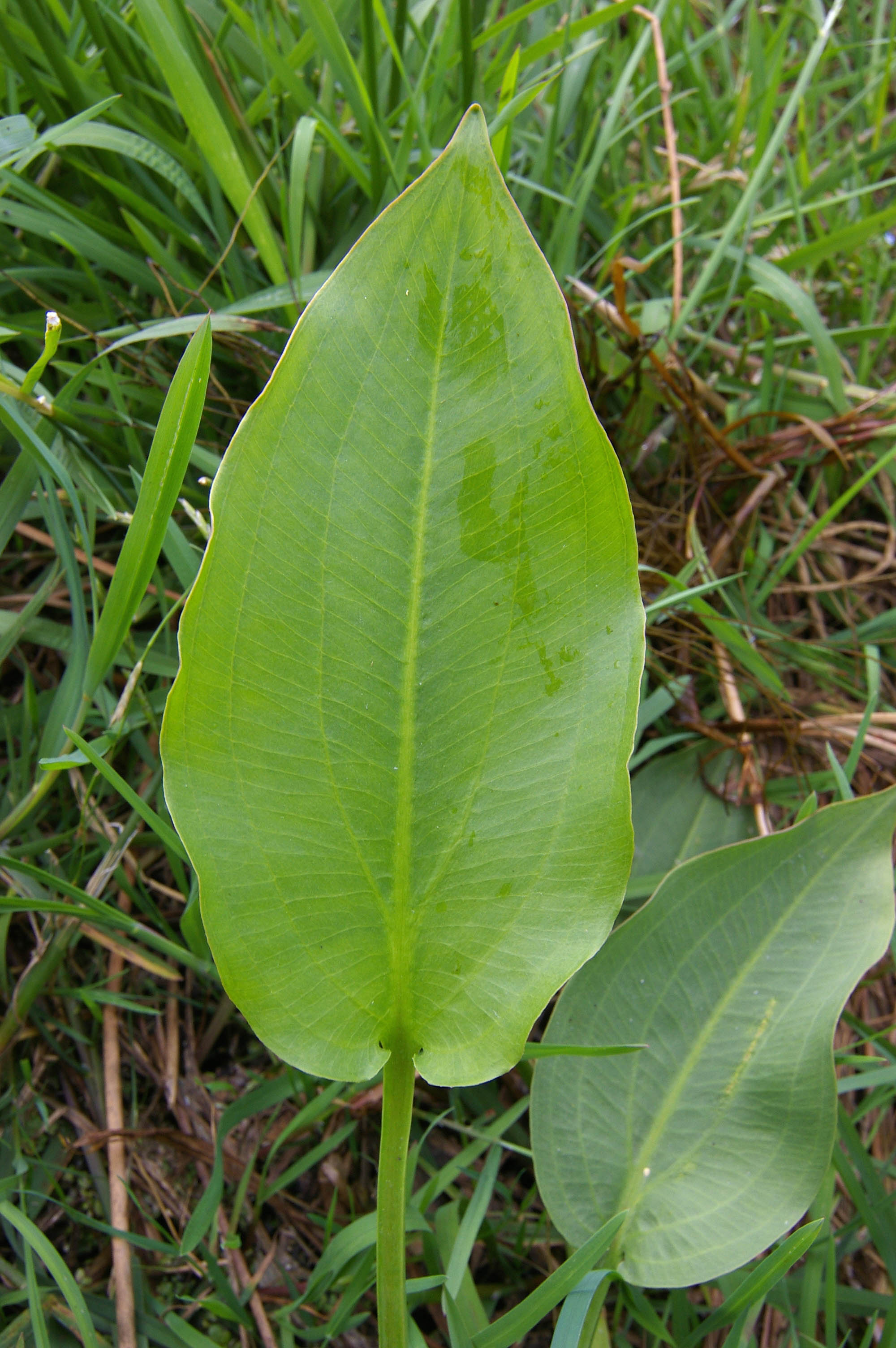
Levelei
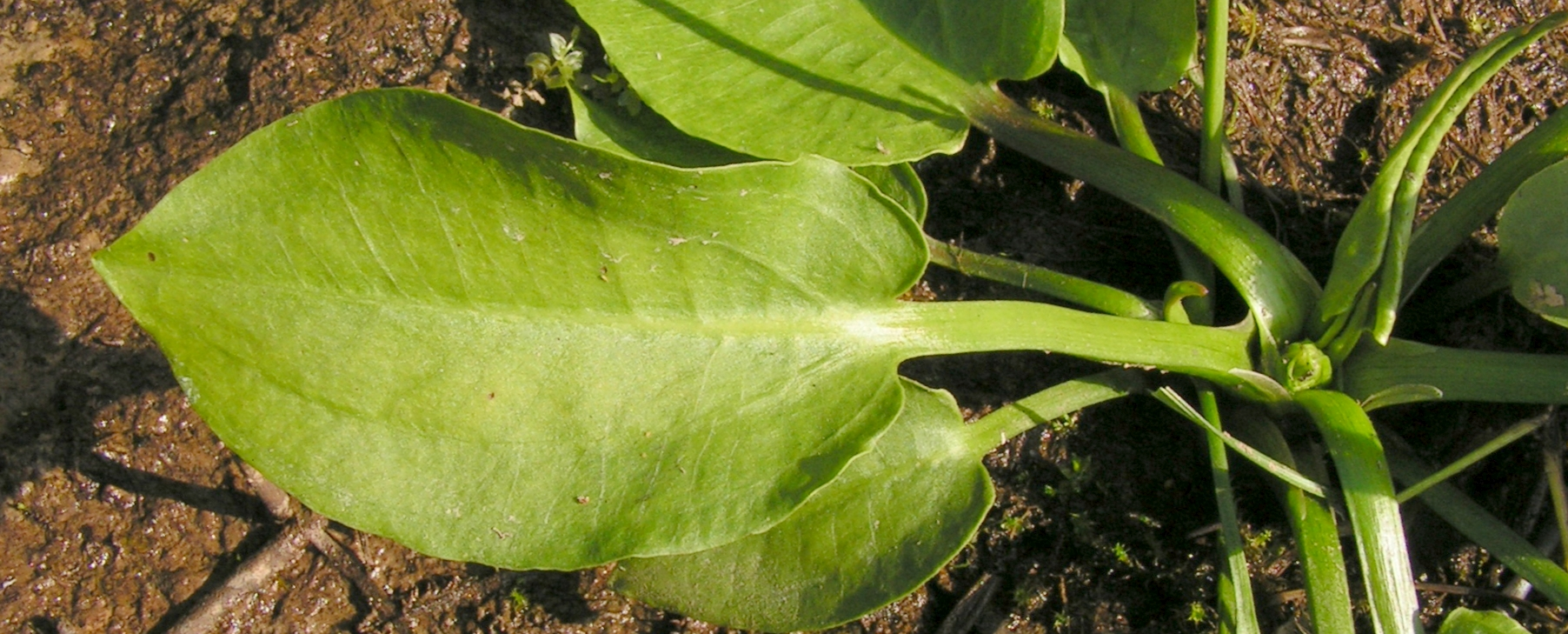
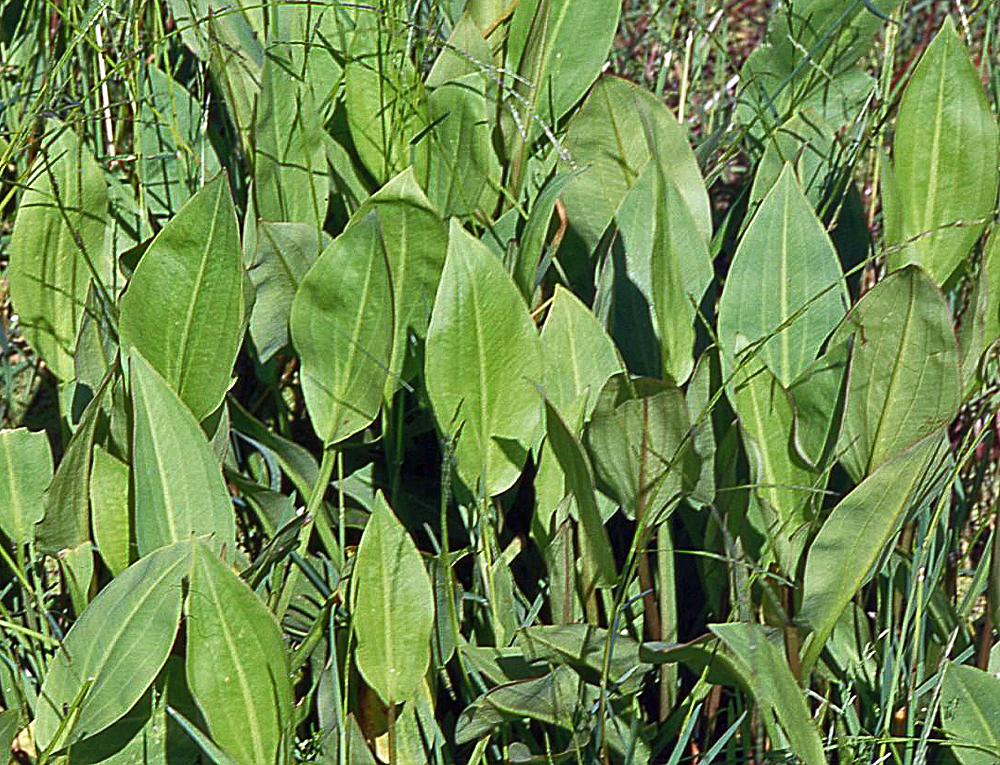
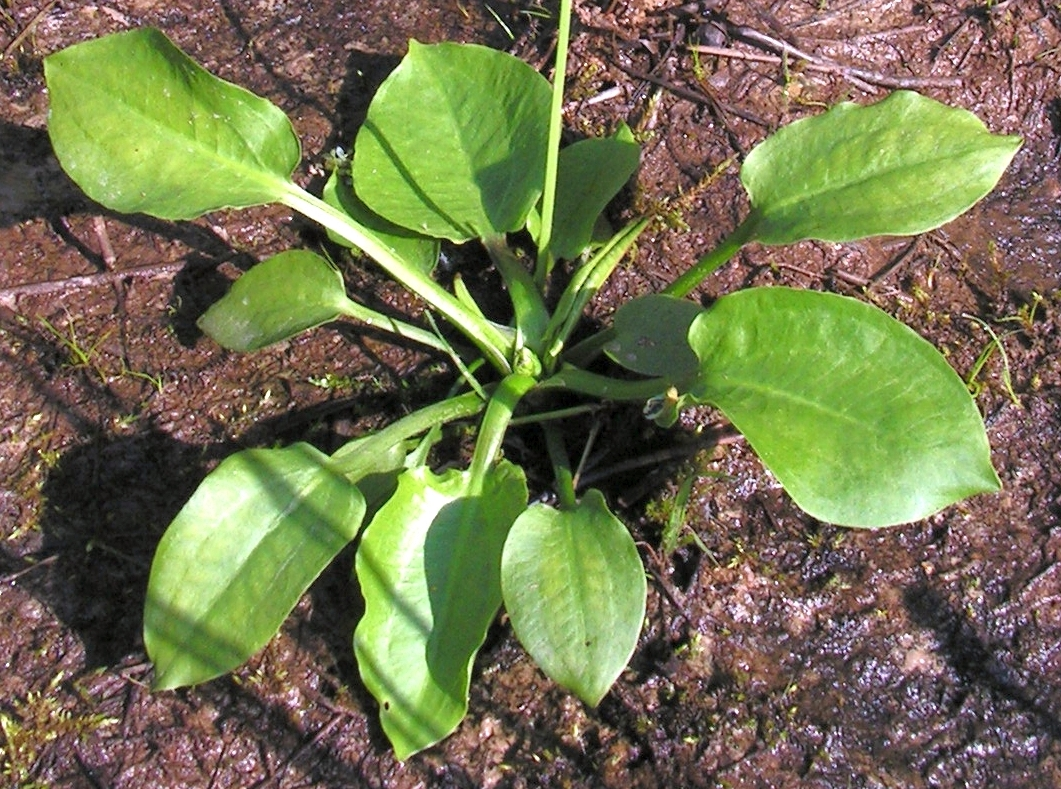
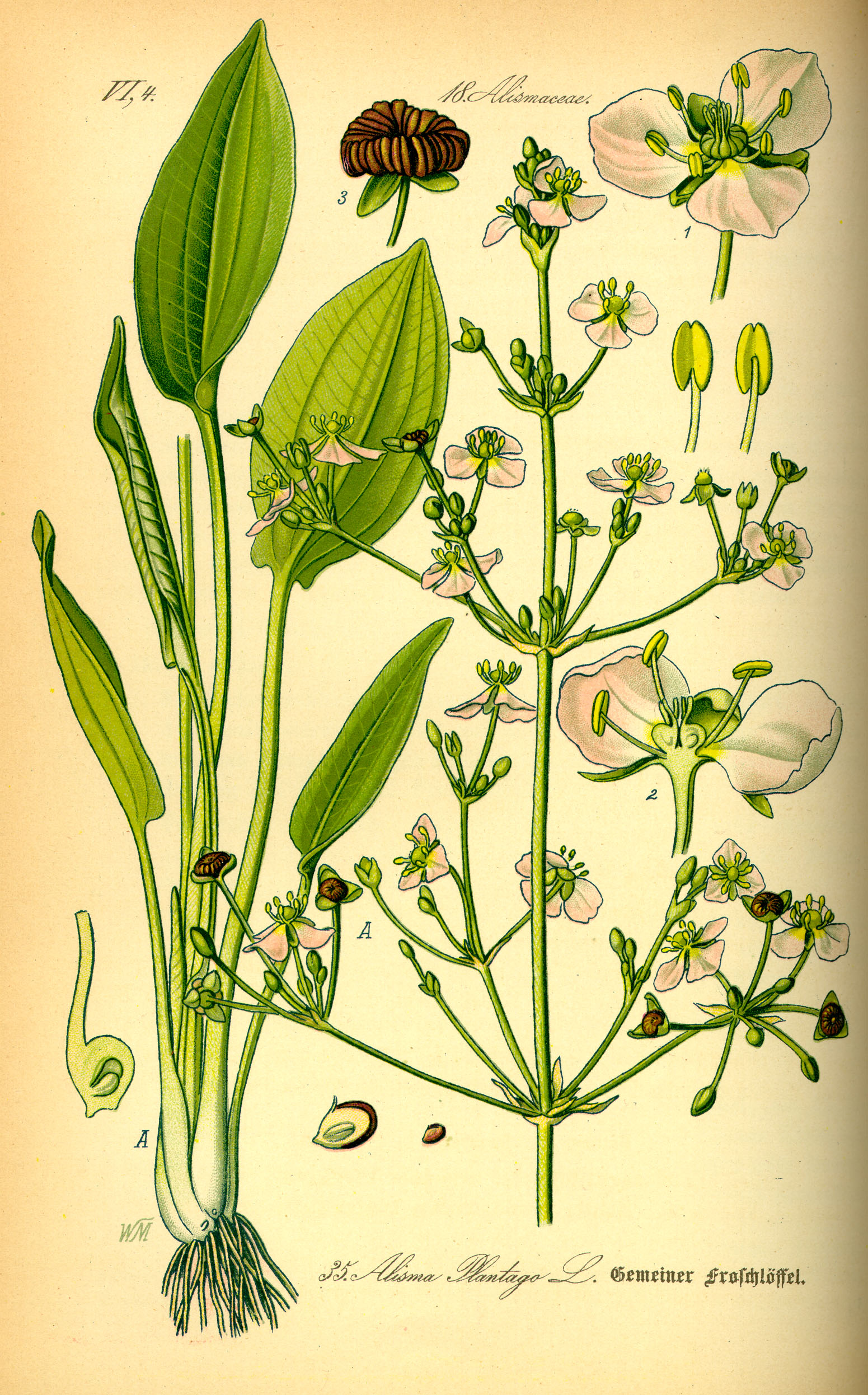
Rajzok
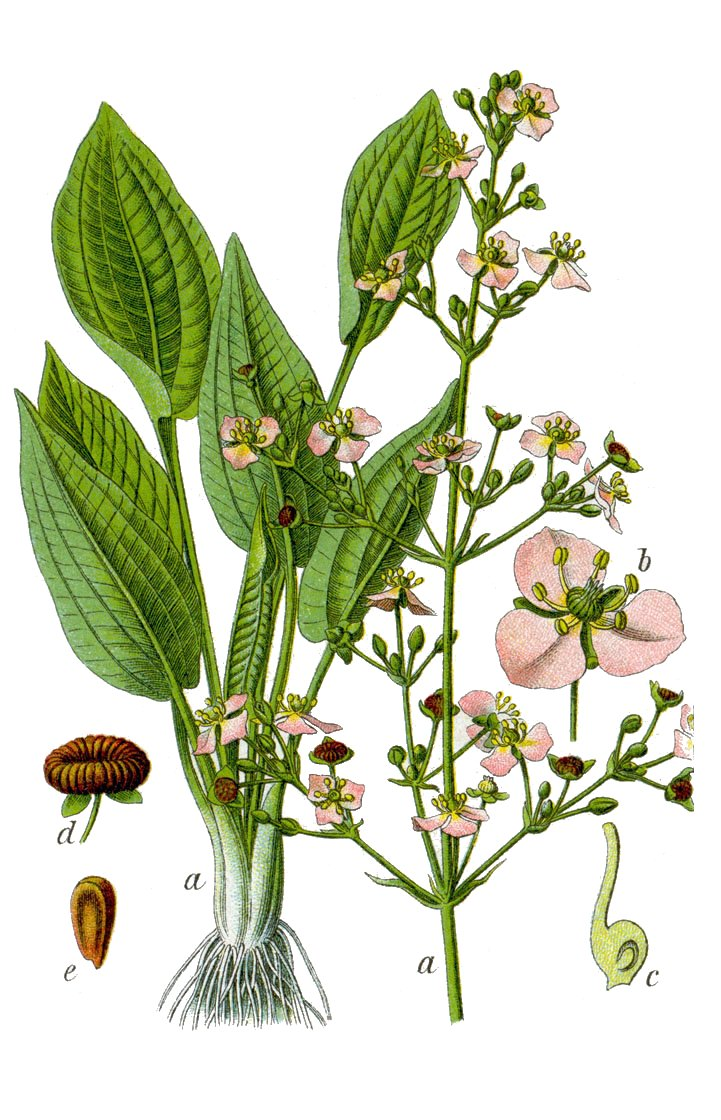
a növényről